# Gandower Schweineweide
Das Naturschutzgebiet Gandower Schweineweide liegt auf dem Gebiet der Gemeinde Lanz (Prignitz) und der Stadt Lenzen (Elbe) im Landkreis Prignitz in Brandenburg.
Das Gebiet mit der Kenn-Nummer 1426 wurde mit Verordnung vom 20. Dezember 2002 unter Naturschutz gestellt. Das rund 79,4 ha große Naturschutzgebiet erstreckt sich südlich von Gandow, einem bewohnten Gemeindeteil der Stadt Lenzen, und westlich von Wustrow, einem bewohnten Gemeindeteil der Gemeinde Lanz, entlang der Löcknitz, eines rechten Zuflusses der Elbe. Am westlichen und südlichen Rand des Gebietes verläuft die Kreisstraße K 7035, westlich und südlich fließt die Elbe und verläuft die Landesgrenze zu Niedersachsen. Südöstlich erstreckt sich das rund 999 ha große Naturschutzgebiet Lenzen-Wustrower Elbniederung.

## Bedeutung
Das Naturschutzgebiet umfasst „die charakteristisch ausgebildete, alte Kulturlandschaft des Elbtalrandes mit vielfältigen Standortsverhältnissen und dem landschaftstypischen Mosaik aus kleinflächigen, strukturreichen und vielfältig ausgebildeten Bereichen der Elbaue mit der Löcknitz und den angrenzenden Dünen.“